# Jakob Duwall (död 1731)
Jakob Duwall, född omkring 1660, död 10 november 1731 på Peipola gård i Elimä socken, var en svensk friherre och militär.
Jakob Duwall var son till Jacob Duwall och Brita Skytte (af Sätra). Han blev student vid Uppsala universitet 1677, kornett vid karelska kavalleriregementet 1678, löjtnant där 1691, ryttmästare vid karelska fördubblingskavalleriregementet 1700, major där 1701 samt var överstelöjtnant och tillförordnad chef för vid Åbo och Björneborgs läns fördubblingskavalleriregemente från november 1706 till 1709. Duwall var överstelöjtnant vid Åbo och Björneborgs läns kavalleriregemente 1710–1713, och erhöll därefter avsked. Han beviljades pension 1731.